# Liste von Persönlichkeiten der Stadt Karlsruhe
Diese Liste enthält Persönlichkeiten, die in der Stadt Karlsruhe ihren Wirkungskreis haben oder hatten, ohne dort geboren zu sein. Sie wird chronologisch nach dem Geburtsjahr sortiert und erhebt keinen Anspruch auf Vollständigkeit. Persönlichkeiten, die in Karlsruhe geboren sind, finden sich in der Liste von Söhnen und Töchtern der Stadt Karlsruhe, Ehrenbürger in der Liste der Ehrenbürger von Karlsruhe.

## Liste

### Bis 1800

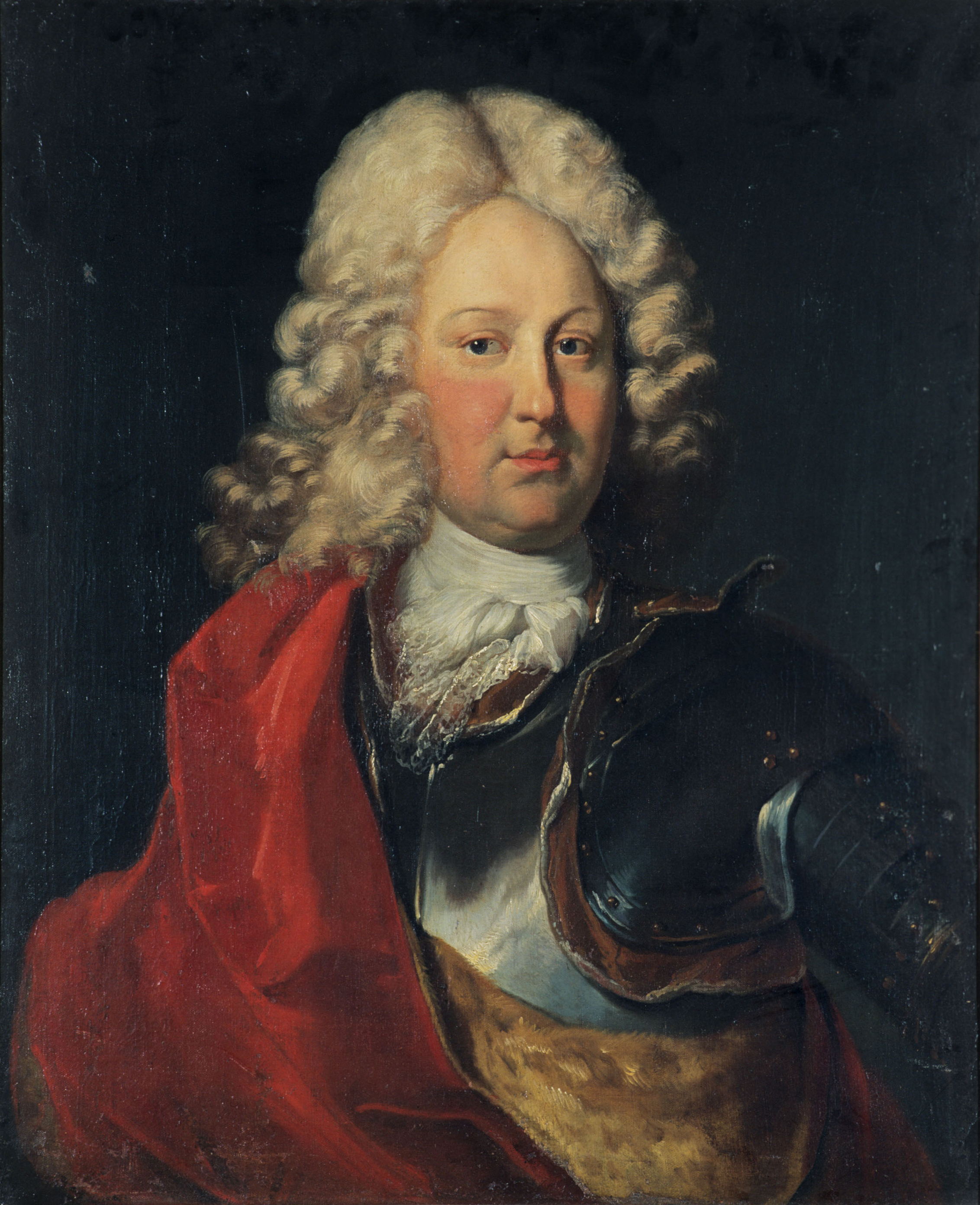
Der Stadtgründer Karl III. Wilhelm von Baden-Durlach

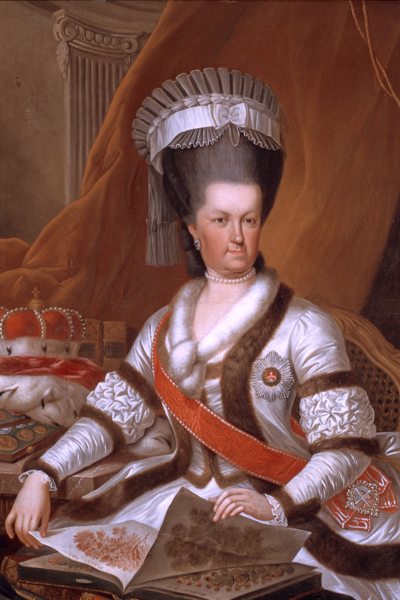
Markgräfin Karoline Luise von Baden

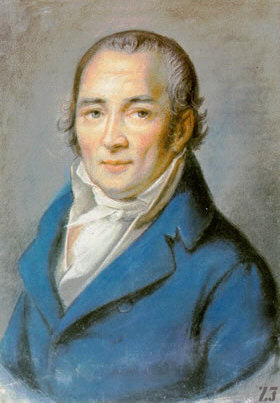
Johann Peter Hebel

- Karl III. Wilhelm von Baden-Durlach (* 28. Januar 1679 in Durlach,  † 12. Mai 1738 in Karlsruhe), Markgraf und Gründer der Stadt Karlsruhe
- Johann Melchior Molter (* 10. Februar 1696 in Tiefenort/Thüringen; † 12. Januar 1765 in Karlsruhe), Violinist, Komponist und Hofkapellmeister in Karlsruhe
- Karoline Luise von Hessen-Darmstadt (* 11. Juli 1723 in Darmstadt; † 8. April 1783 in Paris), Markgräfin von Baden sowie Mäzenin, Kunstsammlerin und Botanikerin
- Joseph Melling (* 27. Dezember 1724 in St. Avold; † 23. Dezember 1796 in Straßburg), badischer Hofmaler
- Wilhelm Jeremias Müller (* 2. Mai 1725 in Eyrichshof; † 1801), Architekt, Bauinspektor und Baudirektor
- Albrecht Friedrich von Kesslau (* um 1728; † 17. April 1789 in Hildburghausen), Architekt, Baudirektor am badischen Hof, maßgeblich am Umbau des Schlosses beteiligt
- Karl Preuschen (* um 1737; † 18. Juli 1809 in Karlsruhe), Obervogt des Oberamts Karlsruhe, Geheimrat
- Georg Ludwig von Edelsheim (* 22. Juni 1740 in Hanau; † 1. Dezember 1814 in Karlsruhe), badischer Minister
- Johann Heinrich Jung-Stilling  (* 12. September 1740 in Grund im Siegerland; † 2. April 1817 in Karlsruhe), Schriftsteller, Augenarzt und Wirtschaftswissenschaftler; lebte ab 1806 als Geheimer Hofrat in Karlsruhe
- Nicolaus Sander (* 22. Dezember 1750 in Köndringen; † 21. Januar 1824 in Karlsruhe), Oberkirchenrat
- Joseph von Cloßmann (* 7. Juni 1755 in Mannheim; † 19. Januar 1826 in Karlsruhe), Generalleutnant, 1807 bis 1823 Kommandeur des Badischen Leib-Infanterie-Regiments und Militärgouverneur von Karlsruhe
- Johann Peter Hebel (* 10. Mai 1760 in Basel; † 22. September 1826 in Schwetzingen), Dichter, evangelischer Theologe und Pädagoge; lebte ab 1791 in Karlsruhe, unter anderem als Schuldirektor und Abgeordneter
- Philipp Jakob Becker (* 15. Juli 1763 in Pforzheim; † 13. August 1829 in Erlenbad), badischer Hofmaler und Galeriedirektor
- Feodor Iwanowitsch Kalmück (* um 1765 in Russland; † 27. Januar 1832 in Karlsruhe), badischer Hofmaler
- Sigismund von Reitzenstein (* 3. Februar 1766 in Nemmersdorf; † 5. März 1847 in Karlsruhe), badischer Staatsmann
- Christian Peter Laurop (* 1. April 1772 in Schleswig; † 13. Mai 1858 in Karlsruhe), badischer Oberforstrat, betrieb eine Forstschule in Karlsruhe
- Ludwig Georg Winter (* 18. Januar 1778 in Elzach-Prechtal; † 27. März 1838 in Karlsruhe), badischer Politiker
- Karl Friedrich Nebenius (* 29. September 1784 in Rhodt; † 8. Juni 1857 in Karlsruhe), badischer Staatsmann
- Sophia Carolina Benda (* 7. März 1787 in Berlin; † 8. Mai 1844 in Karlsruhe), Schauspielerin und Sängerin am Hoftheater, nach Erblindung Musik- und Sprachpädagogin
- Carl Ludwig Frommel (* 29. April 1789 auf Schloss Birkenfeld; † 6. Februar 1863 in Ispringen), Landschaftsmaler und -zeichner; Professor und Galeriedirektor in Karlsruhe
- Heinrich Hübsch (* 9. Februar 1795 in Weinheim; † 3. April 1863 in Karlsruhe), Architekt und großherzoglicher Baudirektor in Karlsruhe
- Carl Koopmann (* 15. März 1797 in Altona; † 5. April 1894 in Heidelberg), Historien- und Porträtmaler in Karlsruhe

### 1801 bis 1850
- Eduard Devrient (* 11. August 1801 in Berlin; † 4. Oktober 1877 in Karlsruhe), Schauspieler, Sänger und Theaterleiter; führte das Karlsruher Hoftheater zu hohem künstlerischen Ansehen
- Friedrich Eisenlohr (* 23. November 1805 in Lörrach; † 27. Februar 1854 in Karlsruhe), Architekt und Hochschullehrer am Polytechnikum
- Johann Wilhelm Schirmer (* 7. September 1807 in Jülich; † 11. September 1863 in Karlsruhe), Landschaftsmaler und Grafiker; erster Direktor der 1854 neu gegründeten Karlsruher Kunstschule
- Carl Friedrich Lessing (* 15. Februar 1808 in Breslau; † 5. Juni 1880 in Karlsruhe), Maler der Romantik; ab 1858 Galeriedirektor in Karlsruhe
- Ferdinand Redtenbacher (* 25. Juli 1809 in Steyr; † 16. April 1863 in Karlsruhe), Professor für Maschinenbau an der Technischen Hochschule Karlsruhe und Begründer des wissenschaftlichen Maschinenbaus
- Karl Weltzien (* 8. Februar 1813 in Sankt Petersburg; † 14. November 1870 in Karlsruhe), Chemiker, Begründer der wissenschaftlichen Chemie an der Polytechnischen Schule in Karlsruhe
- Emil Keßler (* 20. August 1813 in Baden-Baden; † 16. März 1867 in Esslingen am Neckar), Maschinenfabrikant und Lokomotivbauer
- Julius Jolly (* 21. Februar 1823 in Mannheim; † 14. Oktober 1891 in Karlsruhe), badischer Politiker, Staatsminister und Regierungschef
- Ludwig Eckardt (* 26. Mai 1827 in Wien; † 1. Februar 1871 in Tetschen), österreichischer Germanist, Dichter, Hofbibliothekar (1862–1864) und Schriftsteller
- Rudolf Lange (* 4. Februar 1830 in Potsdam; † 3. März 1907 in Karlsruhe), von 1853 bis 1896 Schauspieler am Hoftheater
- Friedrich von Weech (* 16. Oktober 1837 in München; † 17. November 1905 in Karlsruhe), wirkte hier als Archivar und Historiker
- Carl Engler (* 5. Januar 1842 in Weisweil; † 7. Februar 1925 in Karlsruhe), Chemiker, Universitätsprofessor und Politiker
- Max Honsell (* 10. November 1843 in Konstanz; † 1. Juli 1910 in Karlsruhe), Wasserbauingenieur, Professor in Karlsruhe sowie badischer Abgeordneter und Finanzminister; Erbauer des Karlsruher Rheinhafens
- Hermann Baisch (* 12. Juli 1846 in Dresden; † 18. Juni 1894 in Karlsruhe), Tier- und Landschaftsmaler, ab 1880 Professor an der Großherzoglich Badischen Kunstschule in Karlsruhe
- Adolf Boettge (* 23. August 1848 in Wittenberg; † 26. Januar 1913 in Wiesbaden), Militärkapellmeister, Komponist und Arrangeur
- Hans Bunte (* 25. Dezember 1848 in Wunsiedel; † 17. August 1925 in Karlsruhe), Professor der chemischen Technologie an der Technischen Hochschule Karlsruhe
- Ferdinand Braun (* 6. Juni 1850 in Fulda; † 20. April 1918 in New York), Physiker, Elektrotechniker und Nobelpreisträger; Professor an der Technischen Hochschule Karlsruhe

### 1851 bis 1900
- Gustav Schönleber (* 3. Dezember 1851 in Bietigheim; † 1. Februar 1917 in Karlsruhe), Landschaftsmaler; von 1880 bis 1917 Professor an der Großherzoglich Badischen Kunstschule in Karlsruhe
- Felix Mottl (* 24. August 1856 in Unter Sankt Veit bei Wien; † 2. Juli 1911 in München), österreichischer Dirigent und Komponist; Hofkapellmeister und Generalmusikdirektor in Karlsruhe
- Friedrich Kallmorgen (* 15. November 1856 in Altona; † 2. Juni 1924 in Grötzingen), Maler; Mitbegründer der Grötzinger Malerkolonie

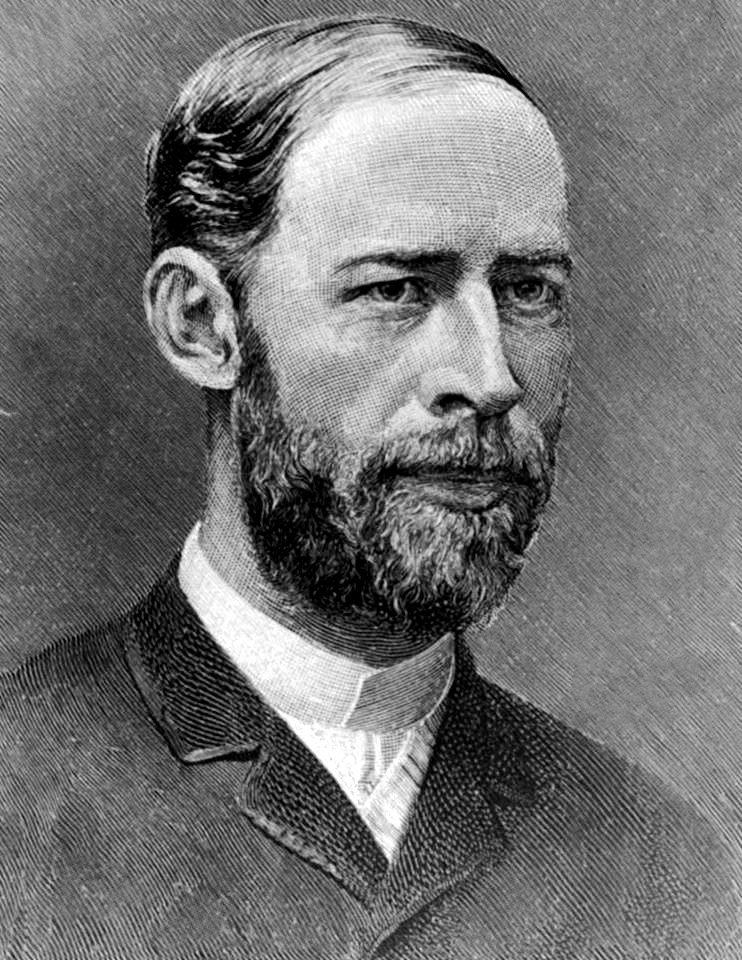
Heinrich Hertz

- Heinrich Hertz (* 22. Februar 1857 in Hamburg; † 1. Januar 1894 in Bonn), Physiker; entdeckte 1887 in Karlsruhe die elektromagnetischen Wellen
- Gustav Kampmann (* 30. September 1859 in Boppard; † 12. August 1917 in Bad Godesberg), Karlsruher Landschaftsmaler
- Robert Curjel (* 17. Dezember 1859 in St. Gallen; † 18. August 1925 in Emmetten), Architekt; mit Karl Moser in Karlsruhe tätig
- Karl Moser (* 10. August 1860 in Baden; † 28. Februar 1936 in Zürich), Schweizer Architekt, mit Robert Curjel in Karlsruhe tätig
- Theodor Rehbock (* 12. April 1864 in Amsterdam; † 17. August 1950 in Baden-Baden), Wasserbauingenieur und Professor in Karlsruhe
- Max Laeuger (* 30. September 1864 in Lörrach; † 12. Dezember 1952 ebenda), bildender Künstler und Architekt, Professor in Karlsruhe und Mitarbeiter der Majolika-Manufaktur
- Max von Baden, (* 10. Juli 1867 in Baden-Baden; † 6. November 1929 in Salem), letzter Thronfolger des Großherzogtums Baden, letzter Reichskanzler des Deutschen Kaiserreichs
- Fritz Haber (* 9. Dezember 1868 in Breslau; † 29. Januar 1934 in Basel), Chemiker und Nobelpreisträger; habilitierte an der Technischen Hochschule und war dort Professor
- Carl Langhein  (* 29. Februar 1872 in Hamburg; † 26. Juni 1941 in Hadamar), Maler und Lithograf; Dozent für Lithografie an der Kunstgewerbeschule, Malerinnenschule, am Polytechnikum und Geschäftsführer der Kunstdruckerei Künstlerbund Karlsruhe
- Martin Elsas (* 11. März 1872 in Ludwigsburg; † 2. Oktober 1939), Kaufmann und Funktionär der Handelskammer Karlsruhe sowie Vorsitzender des Gemeindeausschusses der jüdischen Gemeinde Karlsruhe nach 1933
- Ludwig Haas (* 16. April 1875 in Freiburg im Breisgau; † 2. August 1930 in Karlsruhe), Politiker
- Hermann Föry (* 7. August 1879 in Bischweier; † 2. Oktober 1930 in Bad Nauheim), Bildhauer und Keramiker in Karlsruhe
- Emmy Schoch (* 21. Dezember 1881 in Lichtenau; † 28. November 1968 in Karlsruhe), Modeschöpferin und Unternehmerin; Vertreterin des Jugendstils, künstlerische Reformkleider
- Arthur Valdenaire (* 12. März 1883 in Bretten; † 15. Januar 1946 in Karlsruhe), Architekt, Bauhistoriker und Denkmalpfleger; Autor von Büchern zur Karlsruher Baugeschichte
- Willi Egler (* 18. Dezember 1887 in Rappenau; † 25. Januar 1953 in Karlsruhe), freischaffender Kunstmaler in Karlsruhe
- Otto Ernst Schweizer (* 27. April 1890 in Schramberg; † 14. November 1965 in Baden-Baden), Architekt, Baubeamter und von 1930 bis 1960 Hochschullehrer in Karlsruhe
- Otto Schneider  (* 16. Juli 1890 in Karlsruhe; † 19. Juni 1946 ebenda), Bildhauer und Keramiker
- Otto Haupt (* 4. August 1891 in Brünn; † 2. Januar 1966 in Karlsruhe), Architekt, Kunstgewerbler und Hochschullehrer in Karlsruhe
- Hanna Schachenmeier (* 20. April 1894 in Frankfurt am Main; † 30. August 1985 in Karlsruhe), Kinderbuchautorin und Lyrikerin, lebte seit 1935 in Karlsruhe
- Ludwig Egler (* 19. Juni 1894 in Rappenau; † 8. August 1965 in Karlsruhe), Komponist und Dichter; hat Karlsruhe Lieder und Gedichte gewidmet
- Willi Krug (* 30. September 1894 in Münnerstadt; † 25. Mai 1974 in Karlsruhe), Elektrotechniker und Hochschullehrer; arbeitete ab 1946 in Karlsruhe
- Reinhold Frank (* 23. Juli 1896 in Bachhaupten; † 23. Januar 1945 in Berlin-Plötzensee), Rechtsanwalt in Karlsruhe; wurde wegen seines Widerstands gegen den Nationalsozialismus hingerichtet
- Carl Egler (* 3. Juli 1896 in Rappenau; † 16. August 1982 in Karlsruhe), Bildhauer; lebte und arbeitete in Karlsruhe
- Robert Müller-Wirth (* 11. Februar 1898 in Melbourne; † 15. Februar 1980 in Karlsruhe), Verleger; kam mit 4 Jahren als Waise nach Karlsruhe
- Otto Gillen  (* 26. Oktober 1899 in Greiz; † 27. Februar 1986 in Karlsruhe), Kunsthistoriker, Journalist (Badische Neueste Nachrichten), Theaterkritiker, Essayist und Lyriker
- Gebhard Müller (* 17. April 1900 in Füramoos; † 7. August 1990 in Stuttgart), Jurist und Politiker; von 1959 bis 1971 Präsident des Bundesverfassungsgerichts

### 1901 bis 1925
- Fritz Klemm (* 14. August 1902 in Mannheim; † 17. Mai 1990 in Karlsruhe), Maler; Professor an der Staatlichen Akademie der Bildenden Künste Karlsruhe
- William Prager, geboren als Willy Prager (* 23. Mai 1903; † 17. März 1980 in Savognin/Zürich), Ingenieur, Mathematiker und Hochschullehrer
- Emil Gutenkunst (* 4. Dezember 1903 in Oberharmersbach;  † 18. Januar 1989 in Karlsruhe), Kommunalpolitiker, Bürgermeister von Karlsruhe von 1948 bis 1965
- Hans Goguel (* 7. Juli 1904 in Straßburg, Deutsches Reich; † 27. Januar 1987 in Karlsruhe) war ein deutscher Schauspieler, Hörspielsprecher und Hörspielregisseur
- Erich Schelling (* 11. September 1904 in Wiesloch; † 14. November 1986 in Karlsruhe), Architekt der Schwarzwaldhalle
- Egon Eiermann (* 29. September 1904 in Neuendorf; † 19. Juli 1970 in Baden-Baden), Architekt, Möbeldesigner, von 1947 bis 1970 ordentlicher Professor an der Architekturfakultät der Technischen Hochschule KarlsruheEgon Eiermann auf einer Briefmarke aus dem Jahr 2004

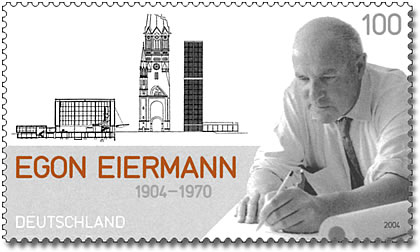
Egon Eiermann auf einer Briefmarke aus dem Jahr 2004

- Gerhard Caemmerer (* 12. August 1905 in Durlach; † 8. Januar 1961 in Karlsruhe), Jurist und NS-Gegner
- Fritz Corterier (* 19. Juli 1906 in Wunstorf; † 27. April 1991 in Bad Wildbad), Politiker (SPD), Karlsruher Bundestagsabgeordneter
- Franzsepp Würtenberger (* 9. September 1909 in Zürich; † 15. Januar 1998 in Karlsruhe), Kunsthistoriker
- Curt von Stackelberg (* 24. Mai 1910 in St. Petersburg; † 21. April 1994 in Karlsruhe), Rechtsanwalt am Bundesgerichtshof
- Karl Möhler (* 5. Juni 1912 in Karlsruhe), ordentlicher Professor für Ingenieurholzbau und Baukonstruktionen in Karlsruhe
- Klaus Lankheit (* 20. Mai 1913 in Landsberg an der Warthe; † 7. April 1992 in Karlsruhe), Professor für Kunstgeschichte an der Universität Karlsruhe
- Hugo Mann (* 17. November 1913 in Laupheim bei Ulm; † 20. Dezember 2008 in Baden-Baden), Unternehmer; Gründer der Warenhausketten Wertkauf und Mann Mobilia
- Siegfried Buback (* 3. Januar 1920 in Wilsdruff; † 7. April 1977 in Karlsruhe), Jurist, Generalbundesanwalt am Bundesgerichtshof; durch Mitglieder der Rote Armee Fraktion in Karlsruhe ermordet
- Helmut Fuchs (* 26. Dezember 1920 in der Niederlausitz; † 23. Februar 2002 in Karlsruhe), Präsident des Verwaltungsgerichtshofs Baden-Württemberg; lebte in Karlsruhe
- Emil Wachter (* 29. April 1921 in Neuburgweier; † 12. Januar 2012 in Karlsruhe), Bildender Künstler
- Heinz Bischof (* 10. Februar 1923 in Külsheim; 2020; Pseudonym: Günther), Redakteur (Badisches Tagblatt) und Schriftsteller, lebte in Karlsruhe
- Ernst Benda (* 15. Januar 1925 in Berlin; † 2. März 2009 in Karlsruhe), Jurist und Politiker; von 1971 bis 1983 Präsident des Bundesverfassungsgerichts

### 1926 bis 1950
- Kurt Gauly (* 20. Januar 1926 in Würzburg; † 23. März 2019 in Karlsruhe), Kommunalpolitiker (CDU), Bürgermeister von Karlsruhe von 1978 bis 1991
- Oswald Mathias Ungers (* 12. Juli 1926 in Kaisersesch, Eifel; † 30. September 2007 in Köln), Architekt und Architekturtheoretiker; studierte in Karlsruhe und errichtete hier die Gebäude der Badischen Landesbibliothek und der Bundesanwaltschaft
- Traugott Bender (* 11. Mai 1927 in Tübingen; † 5. Februar 1979 in Karlsruhe), Politiker (CDU), Jurist und Theologe
- Helmut Bätzner (* 2. Januar 1928 in Nagold; † 21. Januar 2010 in Karlsruhe), Architekt und Designer, der in Karlsruhe lebte und wirkte
- Rolf Lederbogen (* 17. März 1928 in Hann. Münden; † 4. Juni 2012 in Heidelberg), Designer, Architekt und Hochschullehrer in Karlsruhe
- Luigi Colani (* 2. August 1928 in Berlin-Friedenau; † 16. September 2019 in Karlsruhe), Designer, lebte zuletzt in Karlsruhe und stellte dort sein Werk aus
- Rolf Hodapp (* 16. Juli 1930 in Karlsruhe; † 28. Februar 1991), Balletttänzer
- Christof Müller-Wirth (* 22. Dezember 1930 in Berlin; † 12. März 2022 in Karlsruhe), deutscher Verleger und Journalist
- Heinz Mohl (* 18. März 1931 in Hechingen; † 12. November 2023 in Karlsruhe), Architekt in Karlsruhe
- Heinz Fütterer (* 14. Oktober 1931 in Illingen; † 10. Februar 2019 in Elchesheim-Illingen), Leichtathlet und Olympiamedaillengewinner im Sprint; startete für den Karlsruher SC
- Karl-Georg Zierlien (* 13. September 1933 in Würzburg), Jurist und Direktor beim Bundesverfassungsgericht in Karlsruhe
- Jutta Limbach (* 27. März 1934 in Berlin; † 10. September 2016 in Berlin), Rechtswissenschaftlerin und Politikerin, von 1994 bis 2002 Präsidentin des Bundesverfassungsgerichts in Karlsruhe
- Roman Herzog (* 5. April 1934 in Landshut; † 10. Januar 2017 in Bad Mergentheim), Jurist und Politiker, von 1994 bis 1999 deutscher Bundespräsident, zuvor von 1983 bis 1994 Richter des Bundesverfassungsgerichts in Karlsruhe, ab 1987 als dessen Präsident Roman Herzog, 2006

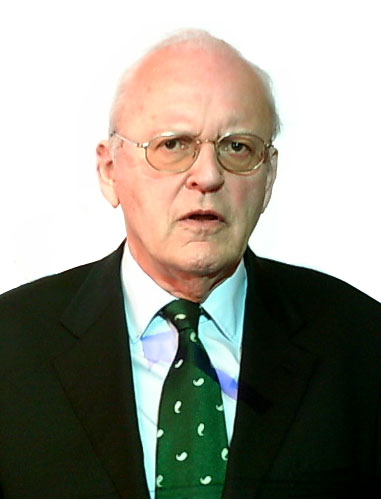
Roman Herzog, 2006

- Hans Georg Vaupel (* 11. September 1934 in Bochum; † 24. Februar 2024 in Karlsruhe), Bildhauer
- Heinrich Klotz (* 20. März 1935 in Worms; † 1. Juni 1999 in Karlsruhe), Kunsthistoriker, Architekturtheoretiker und Publizist; Gründungsdirektor des ZKM
- Hans Lenk (* 23. März 1935 in Berlin; † 30. Juli 2024 in Karlsruhe), Professor am Institut für Philosophie der Universität Karlsruhe und Olympiasieger im Rudern
- Carl Kaufmann (* 25. März 1936 in New York City; † 1. September 2008 in Karlsruhe), Leichtathlet und Olympiamedaillengewinner im 400-Meter-Lauf, startete für den Karlsruher SC
- Elmar Kolb (* 4. September 1935; † 1. Januar 2017), Kommunalpolitiker (CDU), Bürgermeister von Karlsruhe von 1986 bis 2000
- Horst Antes (* 28. Oktober 1936 in Heppenheim), Maler, Grafiker und Bildhauer, Professor an der Staatlichen Akademie der Bildenden Künste Karlsruhe
- Georg Baselitz (* 23. Januar 1938 in Deutschbaselitz), Maler und Bildhauer, lehrte von 1977 bis 1983 an der Staatlichen Akademie der Bildenden Künste Karlsruhe
- Per Kirkeby (* 1. September 1938 in Kopenhagen; † 9. Mai 2018 ebenda), dänischer Maler, Bildhauer, Architekt und Dichter; lehrte von 1978 bis 1989 an der Staatlichen Akademie der Bildenden Künste Karlsruhe
- Bernhard Schäfers (* 26. Februar 1939 in Münster, Westfalen), langjähriger Inhaber des Lehrstuhls für Soziologie an der Universität Karlsruhe
- Barbara Klemm (* 27. Dezember 1939 in Münster, Westfalen), Fotografin und Fotojournalistin, aufgewachsen in Karlsruhe
- Hannelore Neeb (* 1940 in Stuttgart; † 10. Oktober 2015 in Karlsruhe), Malerin und Bildhauerin
- Markus Lüpertz (* 25. April 1941 in Reichenberg), Maler, Grafiker und Bildhauer, lehrte von 1973 bis 1986 an der Staatlichen Akademie der Bildenden Künste Karlsruhe
- Tom Høyem (* 10. Oktober 1941 in Nykøbing Falster, Dänemark), dänisch-deutscher Politiker, Gemeinderat in Karlsruhe
- Götz Werner (* 5. Februar 1944 in Heidelberg; † 8. Februar 2022), Unternehmer; Gründer der Drogeriemarkt-Kette dm-drogerie markt
- Harald Denecken (* 24. August 1944 in Wrohm), Kommunalpolitiker (SPD); von 1999 bis 2009 Sozialbürgermeister von Karlsruhe
- Harald Hurst (* 29. Januar 1945 in Buchen, Odenwald; † 20. Juni 2024 in Ettlingen), Karlsruher Mundartdichter
- Karl-Dieter Möller (* 21. November 1945 in Melle), Fernsehjournalist und Gerichtsberichterstatter; 1986–2010 Leiter der ARD-Fernsehredaktion „Recht und Justiz“ in Karlsruhe
- Kuno Bärenbold (* 7. Juli 1946 in Pfullendorf; † 6. Mai 2008 in Karlsruhe), Schriftsteller
- Harald Siebenmorgen (* 2. Oktober 1949 in Koblenz; † 18. März 2020 in Karlsruhe), Kunsthistoriker und Museumsdirektor
- Winfried Schäfer (* 10. Januar 1950 in Mayen), Fußballtrainer und ehemaliger Fußballspieler; Spieler sowie von 1986 bis 1998 Trainer des Karlsruher SC, den er bis ins Halbfinale des UEFA-Cups führte

### Ab 1951
- Patrick Roth (* 25. Juni 1953 in Freiburg im Breisgau), Schriftsteller und Regisseur, aufgewachsen in Karlsruhe, wo er 1972 am Bismarck-Gymnasium sein Abitur absolvierte
- Gabriele Luczak-Schwarz (* 23. März 1962 in Bochum), Kommunalpolitikerin (CDU), Erste Bürgermeisterin und Stellvertreterin des Oberbürgermeisters der Stadt Karlsruhe
- Holger Walter (* 26. September 1968 in Lauffen am Neckar), Bildhauer
- Carsten Wiebusch (* 1969 in Göttingen), Organist, Kirchenmusiker, Professor für Orgel und ehem. Kantor an der Christuskirche in Karlsruhe von 1999 bis 2017
- Markus Kauczinski (* 20. Februar 1970 in Gelsenkirchen), Fußballtrainer, von 2001 bis 2016 beim Karlsruher SC beschäftigt
- Christoph Ruf (* 27. Oktober 1971 in Baden-Baden), deutscher Autor und Journalist, lebt in Karlsruhe
- Özcan Coşar (* 6. April 1981 in Stuttgart), Comedian, Kabarettist, Podcaster, Schauspieler; lebt in Karlsruhe
- Lukas Kwasniok (* 12. Juni 1981 in Gliwice), Fußballspieler und -trainer, aufgewachsen in Karlsruhe
- Christian Eichner (* 24. November 1982 in Sinsheim), Spieler und Trainer beim Karlsruher SC
- Angela Schirò (* 5. April 1985 in Gernsbach), deutsch-italienische Politikerin, seit 2018 Abgeordnete im italienischen Parlament
- Umut Kaya (* 31. Mai 1987 in Alkmaar, Niederlande), deutsch-türkischer Fußballspieler, aufgewachsen in Karlsruhe
- Mathias Fetsch (* 30. September 1988 in Malsch), Fußballspieler, aufgewachsen in Karlsruhe
- Doris Schmidts (* 10. Oktober 1988 in Kronstadt, Rumänien), Schönheitskönigin, Miss Germany 2009, aufgewachsen in Karlsruhe
- Haze (* 5. November 1989 in Villingen-Schwenningen), Rapper, lebt und wirkt in Karlsruhe
- Matthias Zimmermann (* 16. Juni 1992 in Pforzheim), Fußballspieler, aufgewachsen u. a. in Karlsruhe
- Alexander Wähling (* 30. März 1995 in Las Palmas de Gran Canaria, Spanien), Fußballspieler, aufgewachsen in Karlsruhe
- Kevin Akpoguma (* 19. April 1995 in Neustadt an der Weinstraße), Fußballspieler, aufgewachsen in Karlsruhe
- Boubacar Barry (* 15. April 1996 in Conakry, Guinea), Fußballspieler, aufgewachsen in Karlsruhe
- Nicolas Wähling (* 24. August 1997 in Ludwigsburg), Fußballspieler, aufgewachsen in Karlsruhe
- Oliver Wähling (* 6. September 1999 in Ludwigsburg), Fußballspieler, aufgewachsen in Karlsruhe